# Pagoda Sule
Pagoda Sule este un locaș de rugăciune budist din Yangon, Myanmar, care ocupă centrul orașului și un spațiu important în politica, ideologia și geografia birmană contemporane. Conform legendei, aceasta a fost construită înaintea pagodei Shwedagon, pe vremea lui Buddha, având o vechime de peste 2.600 de ani. Legenda birmană afirmă că situl pentru pagoda Shwedagon a fost solicitat să fie dezvăluit de către un spirit bătrân care locuia pe locul unde se află acum pagoda Sule.
Pagoda Sule a fost punctul central al politicii Yangonului și al Birmaniei. A servit ca punct de adunare atât în revoltele din 1988 cât și în Revoluția Șofranului din 2007.
Pagoda este listată pe lista patrimoniului orașului Yangon.

## Stupa
Pagoda Sule a încorporat structura indiană originală a stupei, care inițial a fost utilizată pentru a reproduce forma și funcția unei movile relicve. Cu toate acestea, pe măsură ce cultura birmană a devenit mai independentă de influențele sale sud-indiene, formele arhitecturale locale au început să schimbe forma pagodei. Se crede că un fir de păr de-al lui Buddha este păstrat aici, despre care se spune că Buddha însuși l-a dat celor doi frați negustori din Birmania, Trapusa și Bahalika. Structura cupolei, în vârful căreia este o turlă aurie, se extinde către cer, marcând peisajul orașului.

## Istorie și legendă

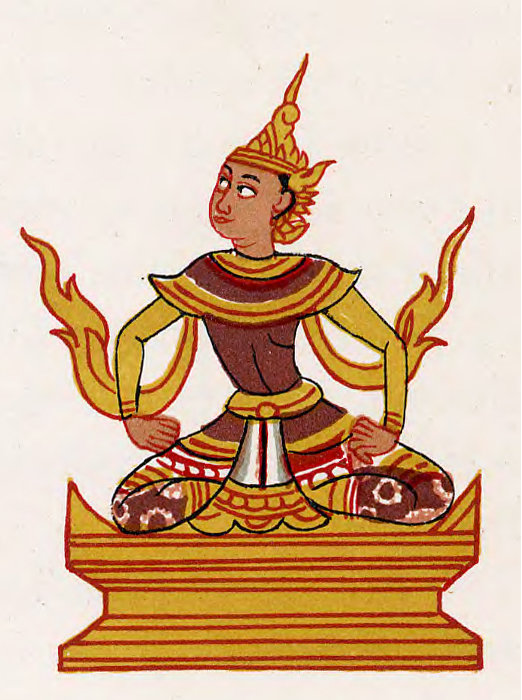
O redare artistică a lui Sularata, spiritul Pagodei Sule

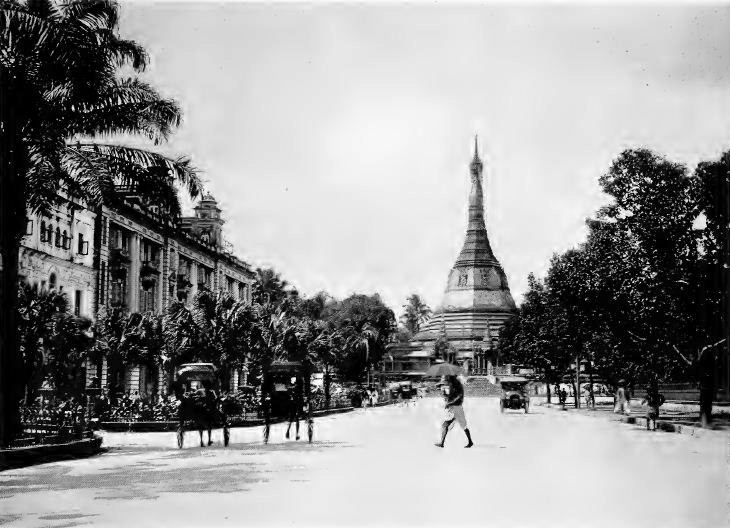
Pagoda Sule în anii 1890

Conform legendei birmane, locul unde acum se află pagoda Sule a fost cândva casa unui nat (spirit) puternic, numit Sularata (Sule Nat). Regele spiritelor, Sakka, a dorit să-l ajute pe legendarul rege Okkalap să construiască un altar pentru moștenirea sacră a lui Buddha pe același loc în care cei trei Buddha anteriori au îngropat moaște sacre în epocile trecute. Din păcate, aceste evenimente s-au întâmplat cu mult timp în urmă, încât nici măcar Sakra nu știa exact unde au fost îngropate moaștele. Spiritul Sule, care era atât de bătrân, încât pleoapele lui trebuiau proptite cu copaci, pentru ca el să rămână treaz, a fost martor la marele eveniment. Zeii, spiritele și oamenii de la curtea lui Okkalapa s-au adunat, așadar, în jurul Sule Ogre și l-au întrebat despre loc, pe care și l-a amintit în cele din urmă.

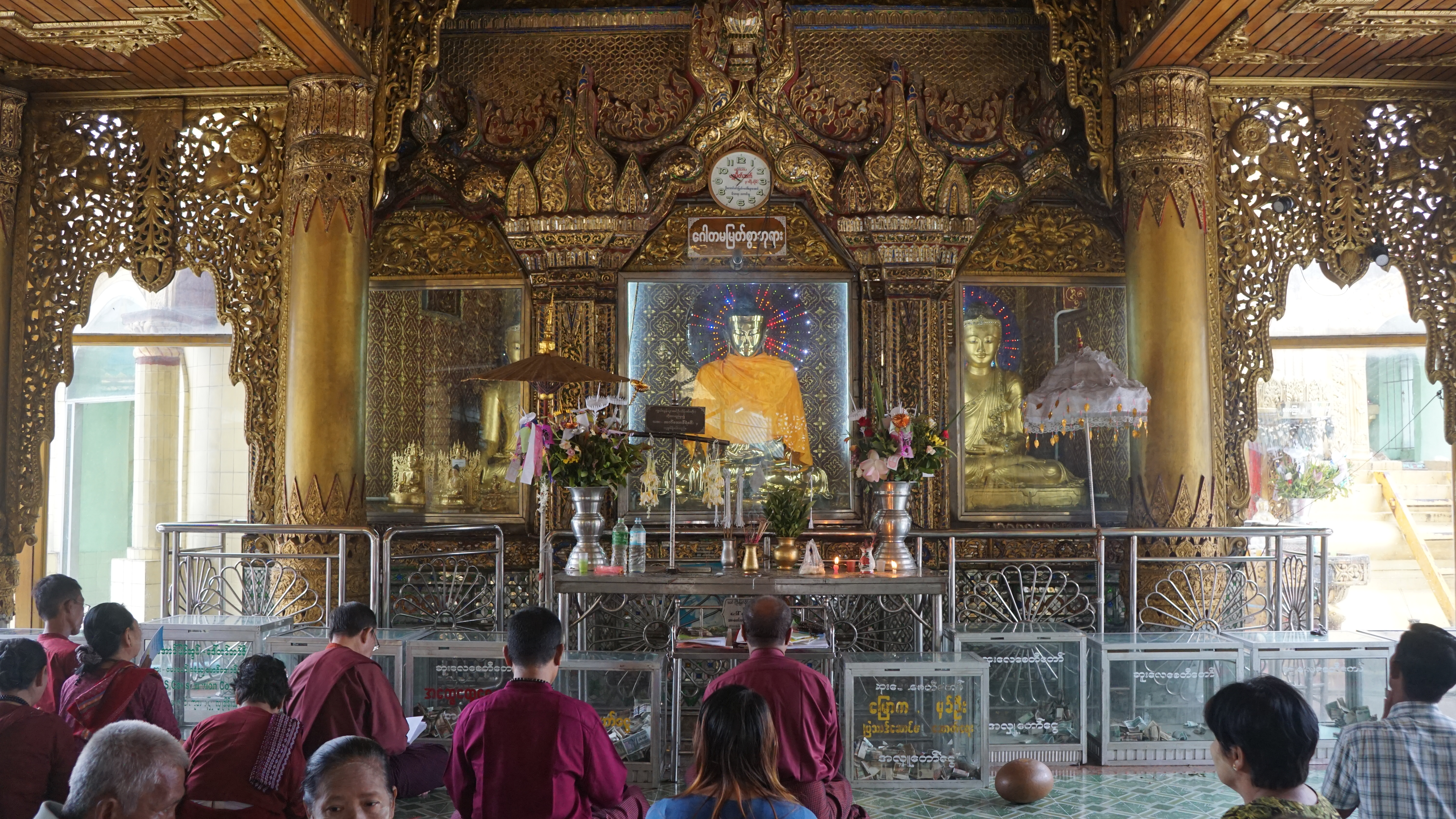
În interiorul pagodei Sule

Pagoda Sule a fost transformată în centrul Yangonului de locotenentul Alexandru Fraser al Bengal Engineers, care au creat actuala dispunere a străzilor din Yangon la scurt timp după ocupația britanică de la mijlocul secolului al XIX-lea. (Locotenentul și-a împrumutat numele străzii Fraser, acum strada Anawrattha și încă uneia dintre principalele artere ale Yangonului). Este un chedi (pagodă) în stil Mon, cu formă octogonală, fiecare latură având 24 de metri lungime; înălțimea sa are 44,13 metri. Cu excepția chedului în sine, mărit la dimensiunea actuală de către regina Shin Sawbu (1453-1472), nimic din ce se află acum la pagodă nu are mai mult de un secol vechime. În jurul chediului se află zece clopote de bronz de diferite dimensiuni și vârste, cu inscripții pe care sunt trecute numele donatorilor lor și datele când s-au făcut donațiile. Diverse explicații au fost prezentate pentru denumire, cu diferite grade de încredere: potrivit legendei a fost numit su-way, însemnând „a aduna în jur”, când Okkapala și ființele divine au întrebat despre locația dealului Singattura, iar pagoda a fost apoi construită pentru a comemora evenimentul; o altă legendă spune că su-le ar însemna „vârtejuri sălbatice”, iar o sugestie non-legendară o leagă de cuvintele Pali cula, însemnând „mic” și ceti, „pagodă”.

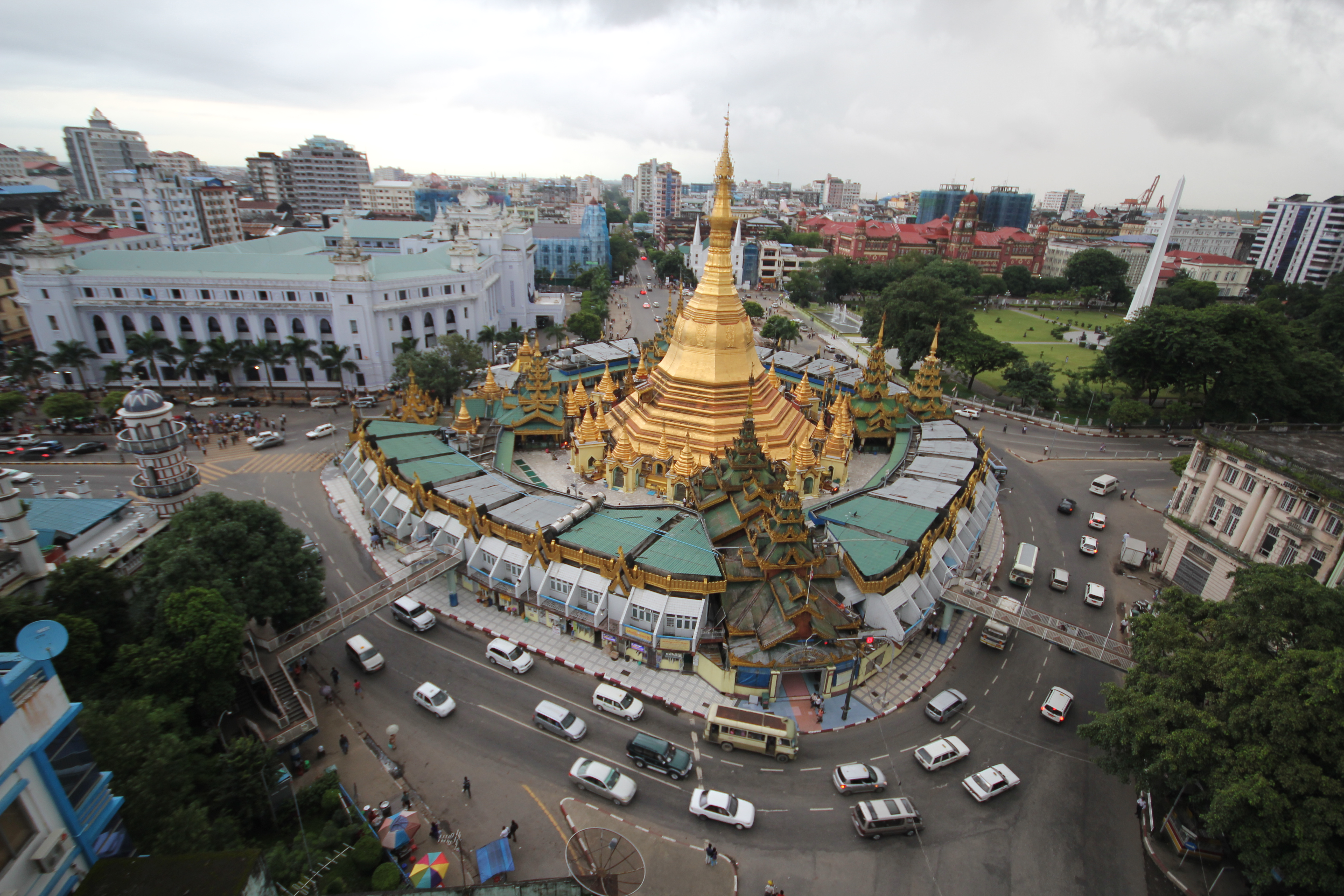
Vedere a giratoriului pagodei Sule

## Localizare
Pagoda Sule este situată în centrul orașului Yangon și face parte din viața economică și publică a orașului. În timpul protestelor din 1988 și 2007, Pagoda Sule a fost un punct de întâlnire pentru protestatarii anti-guvernamentali și pro-democrație.